# Cobictic
Cobictic är en ort i Mexiko.   Den ligger i kommunen Zoquitlán och delstaten Puebla, i den sydöstra delen av landet, 250 km sydost om huvudstaden Mexico City. Cobictic ligger 2 431 meter över havet och antalet invånare är 122.
Terrängen runt Cobictic är kuperad åt nordväst, men åt sydost är den bergig. Runt Cobictic är det ganska tätbefolkat, med 111 invånare per kvadratkilometer. Närmaste större samhälle är Coxcatlán, 17,9 km sydväst om Cobictic. I omgivningarna runt Cobictic växer i huvudsak blandskog.